# 2016 في المغرب
فيما يلي قوائم الأحداث التي وقعت خلال عام 2016 في المغرب.

## سياسة

### تعيين في المنصب
- 13 أكتوبر – أمينة بوعياش سفير المغرب لدى السويد.
- 13 أكتوبر – جمالة العلوي سفير المغرب لدى الولايات المتحدة.
- 13 أكتوبر – رشاد بوهلال سفير المغرب لدى اليابان.
- 13 أكتوبر – شفيق رشادي سفير المغرب لدى كوريا الجنوبية.
- 13 أكتوبر – لطيفة أخرباش سفير المغرب لدى فرنسا.
- 14 أكتوبر – أسماء الشعبي عضو مجلس النواب المغربي.

### انتهاء فترة المنصب
- 15 سبتمبر – رشاد بوهلال سفير المغرب لدى الولايات المتحدة.
- 15 سبتمبر – لطيفة أخرباش سفير المغرب لدى بلغاريا.

## أفلام
من الأفلام التي صدرت هذه السنة في المغرب:
- 16 مايو – ميموزا من إخراج أوليفر لاكس [الإنجليزية]‏.
- 17 يونيو – مسافة ميل بحذائي
- الحمالة (فيلم) - من إخراج سعيد الناصري.
- المسيرة الخضراء (فيلم) - من إخراج يوسف بريطل.

## كتب
من الكتب التي صدرت هذه السنة في المغرب:
- أغنية هادئة من تأليف ليلى السليماني.
- البعثات التعليمية في اليابان والمغرب من تأليف يحيى بولحية.

## وفيات

### يناير
- 4 يناير – ميشال جلبرو (مواليد 1922) ممثل فرنسي.

### فبراير
- 5 فبراير – الطيب الصديقي (مواليد 1939) كاتب مغربي.
- 19 فبراير – موحا والحسين أشيبان (مواليد 1916)

### أبريل
- 16 أبريل – ميلود الشعبي (مواليد 1930) سياسي مغربي.

### مايو
- 24 مايو – بهية الفيلالية (مواليد 1908) عالمة وفقيهة وحافظة مغربية.
- 31 مايو – محمد عبد العزيز (مواليد 1948) سياسي من الصحراء الغربية.

### يونيو
- 28 يونيو – أندريه جيلفي (مواليد 1919)

### سبتمبر
- 16 سبتمبر – عبد الله المصباحي (مواليد 1936) مخرج أفلام مغربي.
- 30 سبتمبر – إبراهيم زنيبر (مواليد 1920)

### أكتوبر
- 22 أكتوبر – عزيز بنحدوش، كاتب روائي مغربي (49 سنة).

### ديسمبر
- 20 ديسمبر– عبد اللطيف الزين (76سنة) فنان تشكيلي مغربي.